# 阿拉斯戴爾·迪克金森
阿拉斯戴爾·迪克金森（英語：Alasdair Dickinson；1983年9月11日—）是一位蘇格蘭橄欖球運動員。他是蘇格蘭國家橄欖球隊的一員，代表蘇格蘭參加了2015年世界盃橄欖球賽。